# Misje dyplomatyczne Liechtensteinu

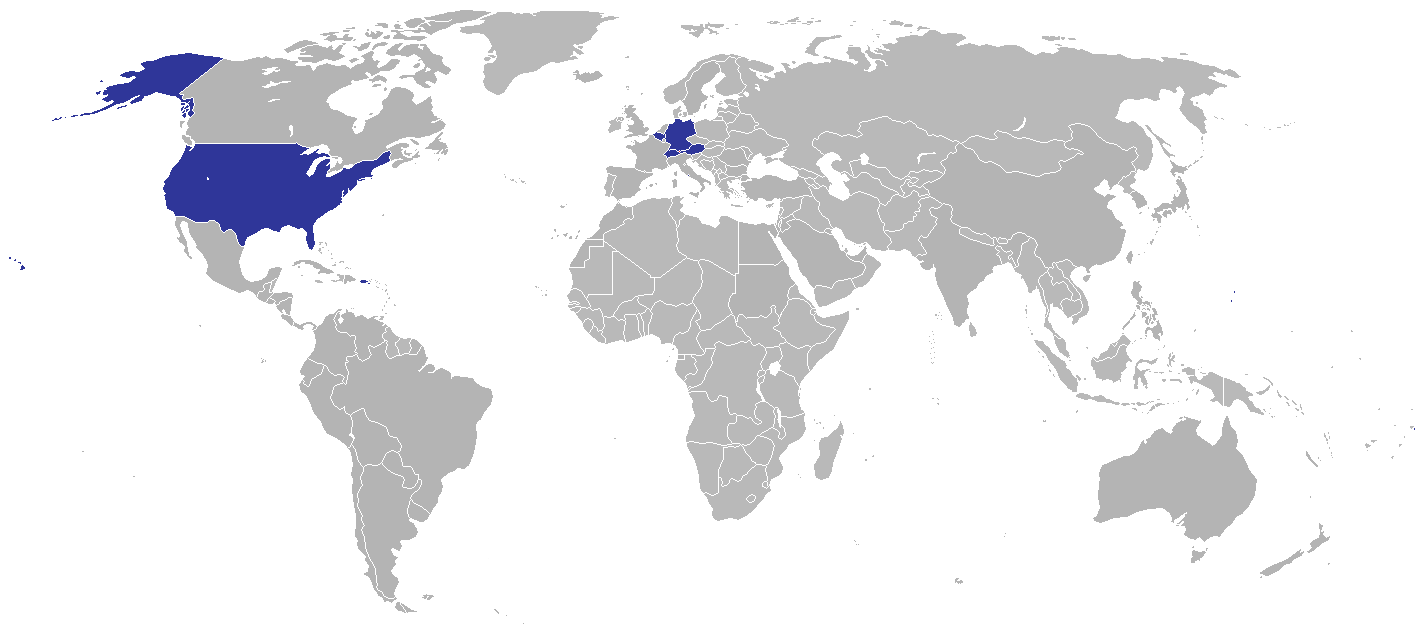
Kraje, w których Księstwo Liechtensteinu ma swoje przedstawicielstwa dyplomatyczne

Misje dyplomatyczne Liechtensteinu – przedstawicielstwa dyplomatyczne Księstwa Liechtensteinu przy innych państwach i organizacjach międzynarodowych. Poniższa lista zawiera wykaz obecnych ambasad. Obecnie Liechtenstein nie posada konsulatów zawodowych w miastach, w których nie ma ambasady. Nie uwzględniono konsulatów honorowych.
W 1919, na wniosek rządu Liechtensteinu, zadanie ochrony interesów Liechtensteinu i jego obywateli we wszystkich krajach, w których Liechtenstein nie ma przedstawicielstwa konsularnego przyjęła Szwajcaria.

## Europa

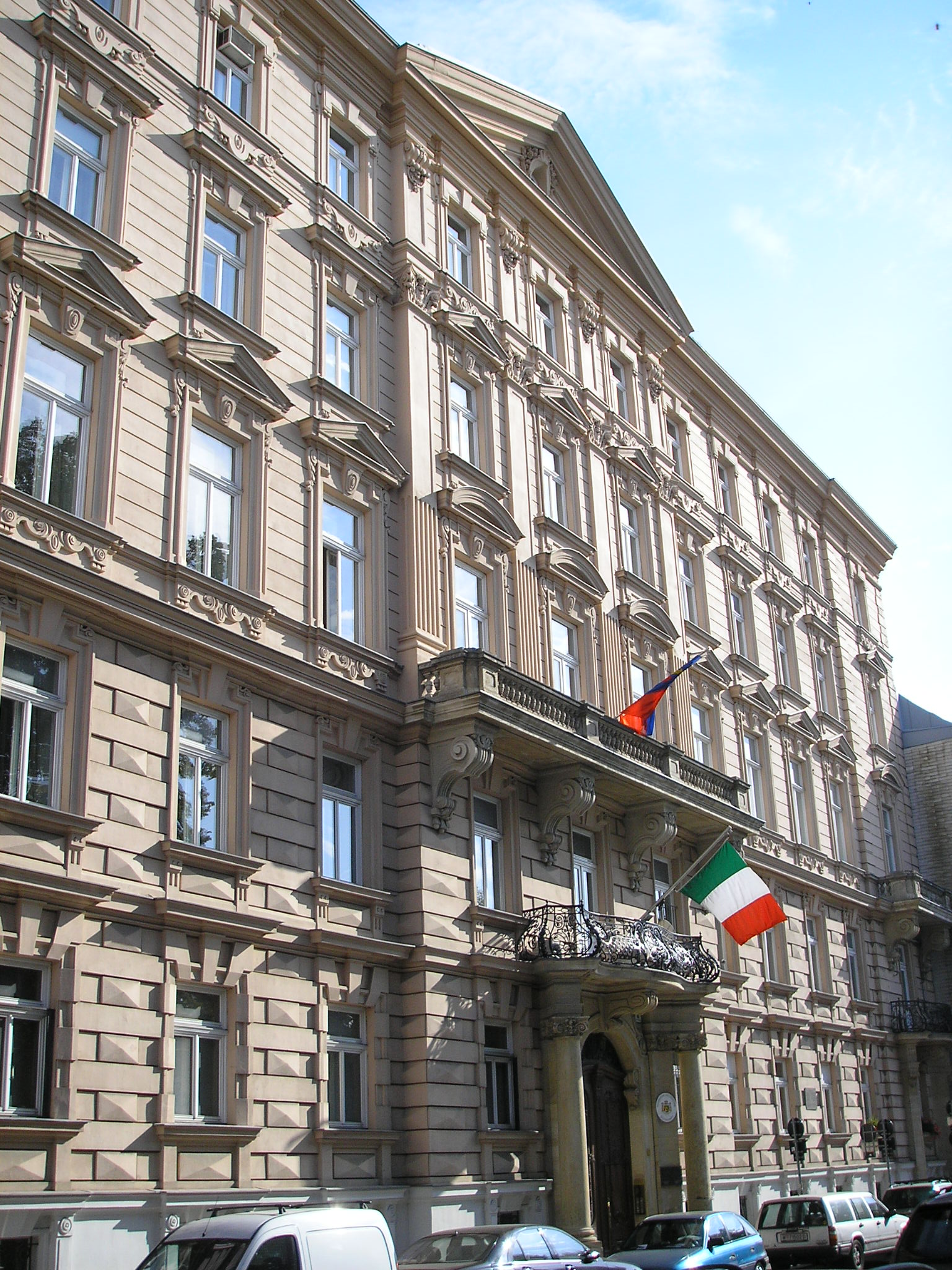
Ambasada Liechtensteinu w Wiedniu

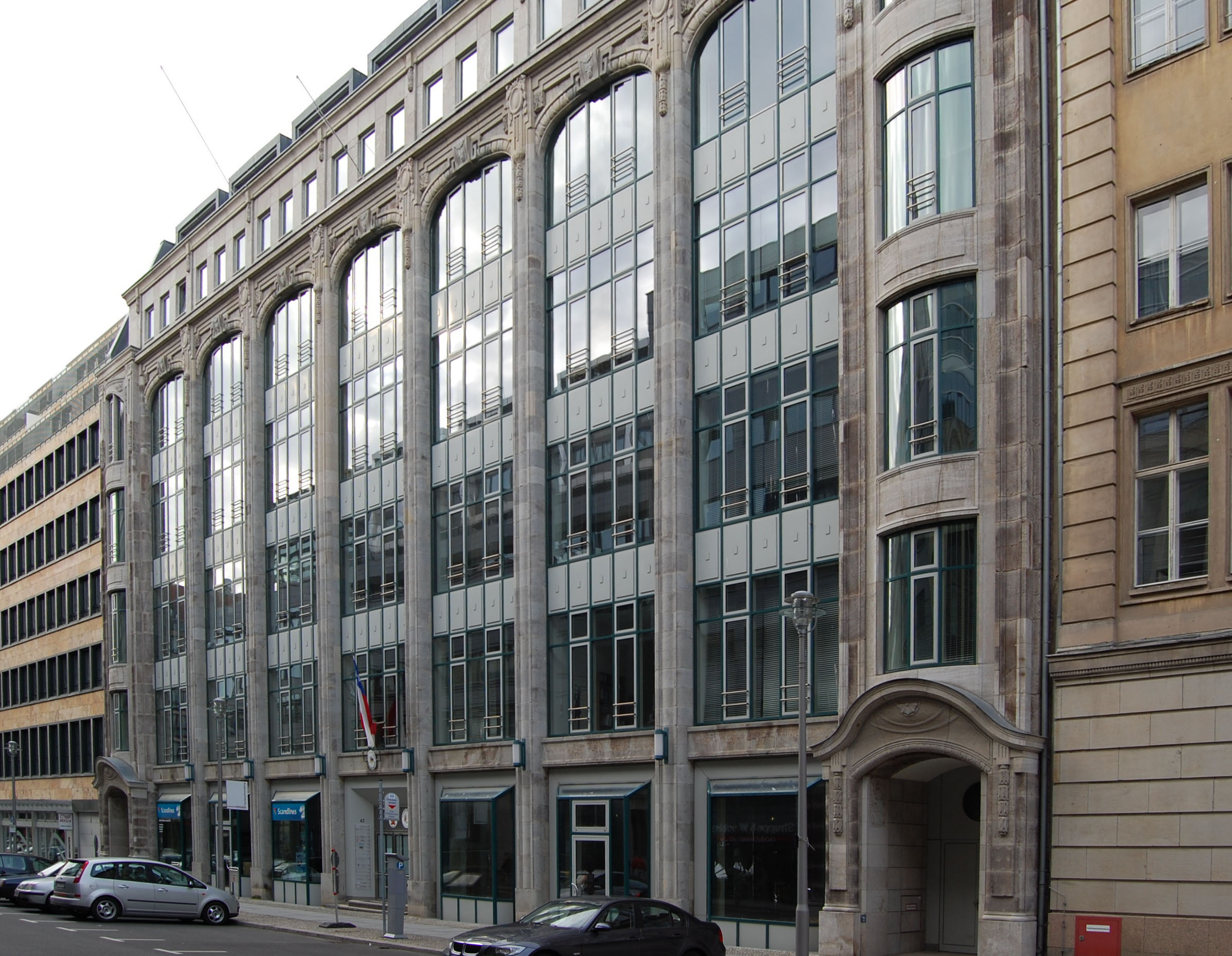
Ambasada Liechtensteinu w Berlinie

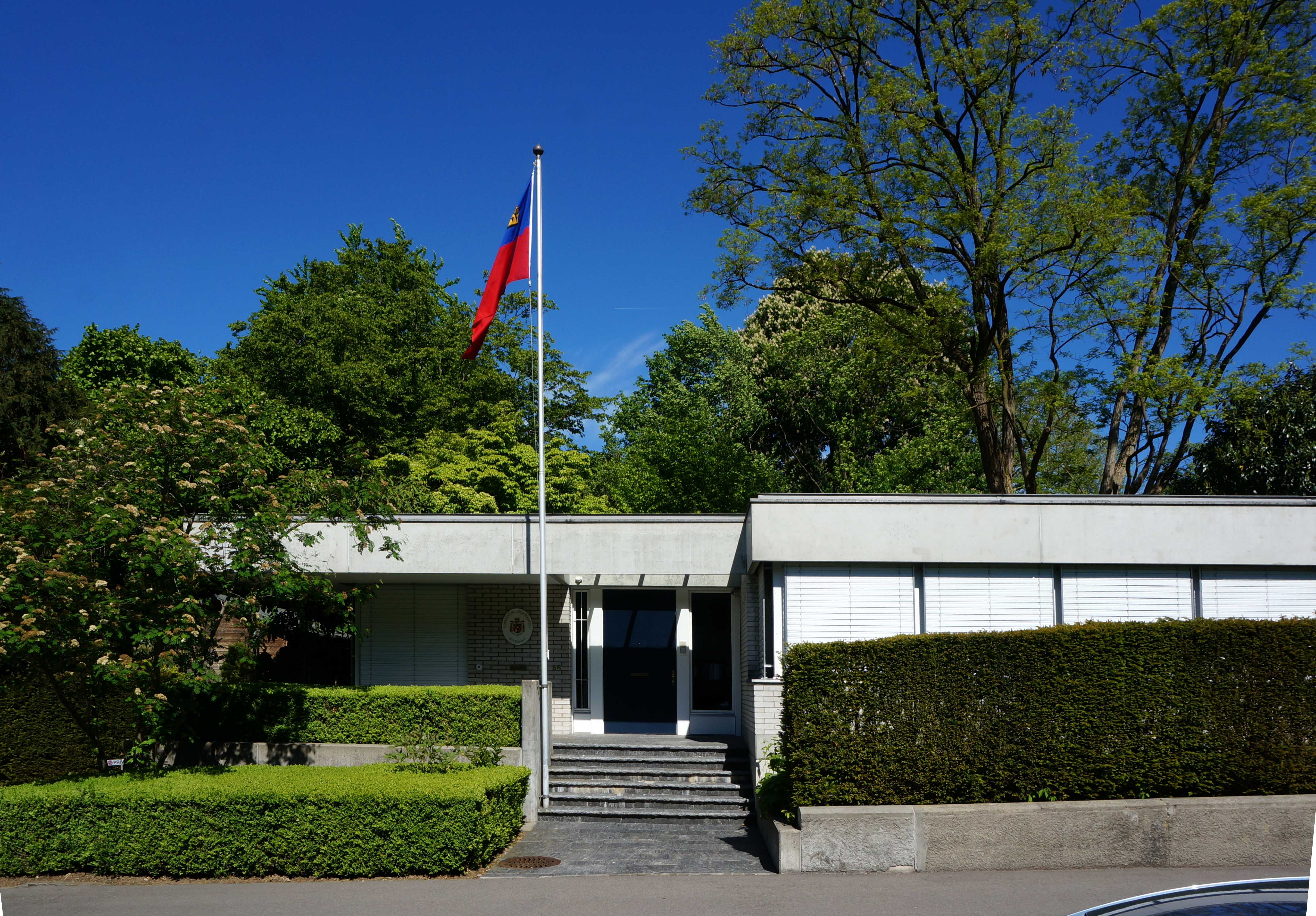
Ambasada Liechtensteinu w Bernie

- Austria
  - Wiedeń (ambasada)
- Belgia
  - Bruksela (ambasada)
- Niemcy
  - Berlin (ambasada)
- Szwajcaria
  - Berno (ambasada)

## Ameryka Północna, Środkowa i Karaiby

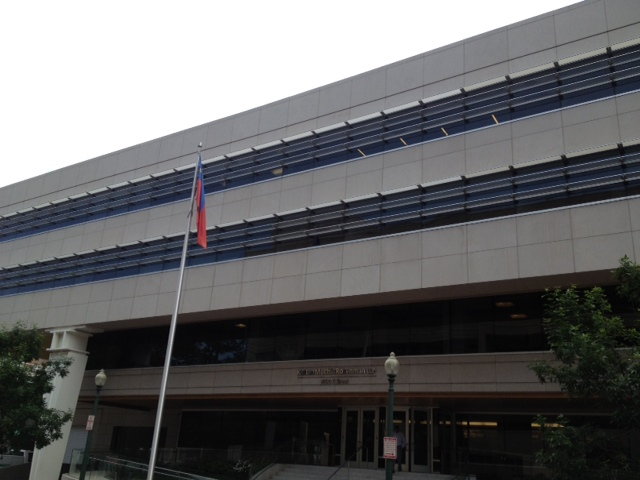
Ambasada Liechtensteinu w Waszyngtonie

- Stany Zjednoczone
  - Waszyngton (ambasada)

## Organizacje międzynarodowe
- Nowy Jork – Stałe Przedstawicielstwo przy Organizacji Narodów Zjednoczonych
- Genewa – Stałe Przedstawicielstwo przy Biurze Narodów Zjednoczonych i innych organizacjach
- Bruksela – Stałe Przedstawicielstwo przy Organizacji Traktatu Północnoatlantyckiego
- Strasburg – Stałe Przedstawicielstwo przy Radzie Europy